# Raoiella indica
Raoiella indica är en spindeldjursart som beskrevs av Hirst 1924. Raoiella indica ingår i släktet Raoiella och familjen Tenuipalpidae. Inga underarter finns listade i Catalogue of Life.